# 3536 Schleicher
A 3536 Schleicher (ideiglenes jelöléssel 1981 EV20) a Naprendszer kisbolygóövében található aszteroida. Schelte J. Bus fedezte fel 1981. március 2-án.